# П'єр Дармон
П'єр Дармон (фр. Pierre Darmon; нар. 14 січня 1934) — колишній французький тенісист.
Найвищу одиночну позицію світового рейтингу — 8 місце досяг 1963 року (за даними World's Top 10).
Здобув 92 одиночні титули.
Найвищим досягненням на турнірах Великого шолома були фінали в одиночному та парному розрядах.
Завершив кар'єру 1968 року.

## Фінали турнірів Великого шолома

### Одиночний розряд (1 поразка)
| Результат | Рік  | Турнір            | Покриття | Суперник    | Рахунок            |
| --------- | ---- | ----------------- | -------- | ----------- | ------------------ |
| Поразка   | 1963 | Чемпіонат Франції | Ґрунт    | Рой Емерсон | 6–3, 1–6, 4–6, 4–6 |

### Парний розряд (1 поразка)
| Результат | Рік  | Турнір               | Покриття | Партнер         | Суперники                      | Рахунок            |
| --------- | ---- | -------------------- | -------- | --------------- | ------------------------------ | ------------------ |
| Поразка   | 1963 | Вімблдонський турнір | Трава    | Жан-Клод Баркле | Антоніо Палафокс Рафаель Осуна | 6–4, 2–6, 2–6, 2–6 |